# S/2007 S 2
S/2007 S 2是土星的衛星之一，由學者斯科特·谢泼德、大衛·朱維特、简·克莱纳和布莱恩·马斯登四人共同發現。他們從2007年1月至4月間進行觀測，至5月1日公佈發現。
這顆衛星直徑約為6公里，與土星平均距離為1,656萬公里，以逆向繞土星公轉，週期792.96天，與黃道的軌道傾角為176.68，軌道離心率0.218。